# Екатеринбургский дендропарк
Екатеринбургский дендропарк включает в себя два парка в Екатеринбурге, один из которых находится на пересечении улиц Мира и Первомайской в Кировском районе (Дендрологический парк), второй — на пересечении улиц 8 Марта и Куйбышева в Ленинском районе (Дендропарк).

## История

### Дендрологический парк-выставка на Первомайской улице
Первый дендропарк на улице Первомайской был создан в 1932 году, когда здесь была основана научно-исследовательская станция озеленения. На месте соснового леса осенью 1934 года под руководством С. Л. Стельмахович началась посадка различных растений, привезённых из других регионов. Основные посадки были проведены в 1935—1936 годах. Всего до 1962 г. здесь было интродуцировано более 300 видов и сортов растений из Сибири, Дальнего Востока, Северной Америки, европейских, азиатских и западно-сибирских регионов. В 1960-х гг. в парке открылся первый коллекционный розарий Урала, в котором к 1990-м годам культивировалось до 100 видов роз. В 1962 году парк был открыт для посещения. По легенде до открытия парка на его месте было болото, из которого текла речка Малаховка, ныне исчезнувшая.
В парке есть два пруда, на которых водятся утки.

### Дендропарк на улице 8 Марта
Дендропарк на улице 8 Марта был создан во второй половине 1948 года вместе с питомником площадью 1 га. До него здесь находился созданный в 1934—1935 годах Сад пионеров (позднее — Сад юного мичуринца) для проведения уроков школьникам по биологии, в 1946 году реорганизованный в парк-выставку по проекту архитектора Е. В. Емельянова. С 1949 года в парке начали проводиться выставки цветов и клумб. В 1952 году парк обогатился коллекцией цитрусовых, привезённых из Сочи. К 1955 году питомник обладал 80 видами сеянцев деревьев и кустарников.
В конце 1990-х годов парк занимал площадь 7,5 га, причём 300 м² занимает зимний сад. Парк разбит на несколько участков:
- участок декоративных цветов
- участок декоративных деревьев и кустарников для озеленения
- географический участок
- участок происхождения и эволюции растений
- плодово-ягодный участок
- питомники древесно-кустарниковых растений
- теплицы и оранжереи

В центре парка был установлен фонтан, который был изготовлен ещё в 1947 году. В парке находится часовня Александра Невского, которая была построена в память императора Александра II и освобождения крестьян от крепостной зависимости, а место под неё было освящено 25 июля 1884 года. Часовня была восстановлена в 1996 году Ново-Тихвинским женским монастырём.
В 2009 году парк был благоустроен в стиле «регулярный французский парк», восстановлен фонтан, заменены фонари. Рассматривается вопрос о расширении парка на восток — на противоположный берег реки Исеть. Здесь на традиционные ежегодные субботники на уборку парка выходят чиновники.

## Галерея

Парк на улице Первомайской
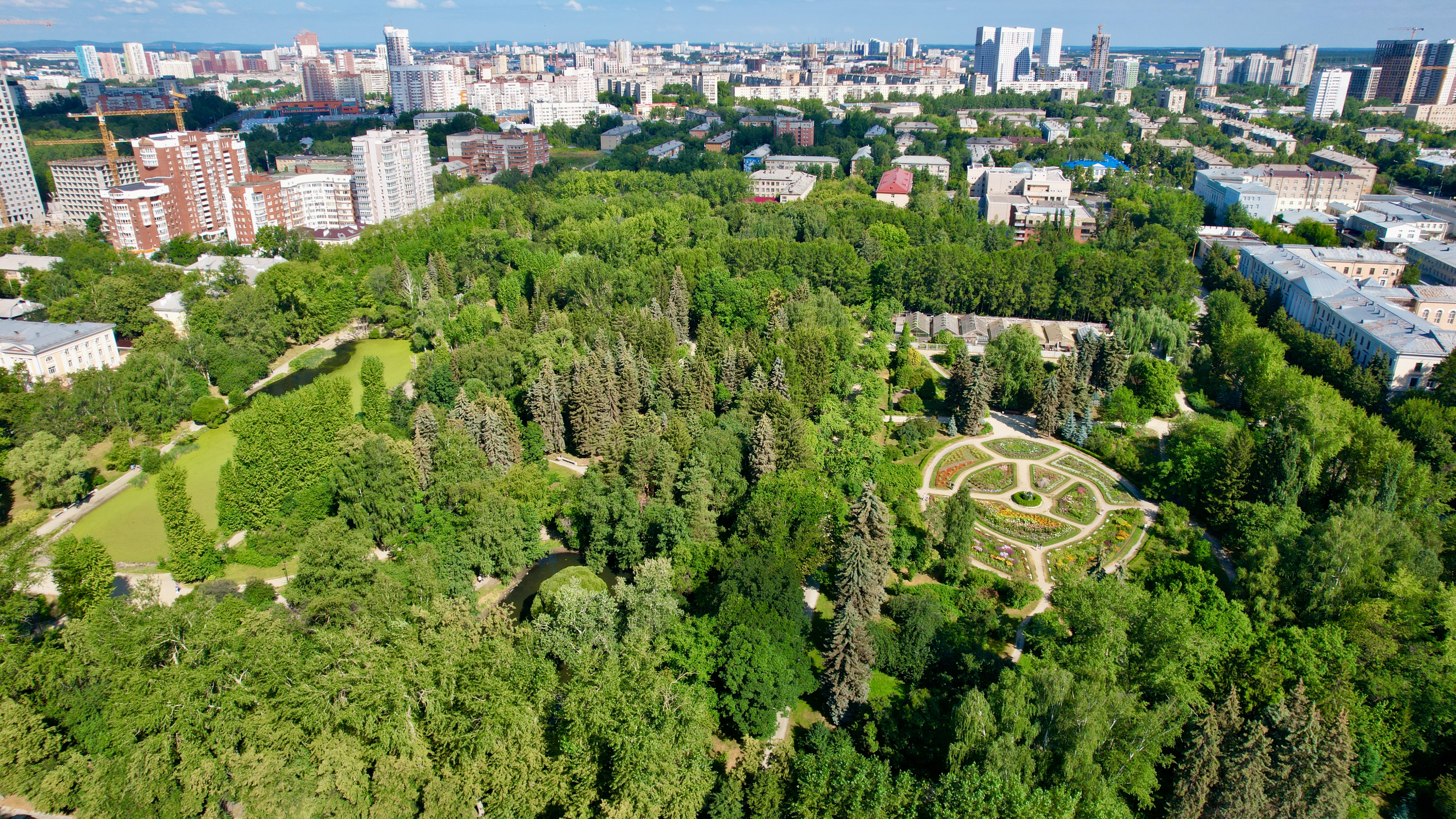
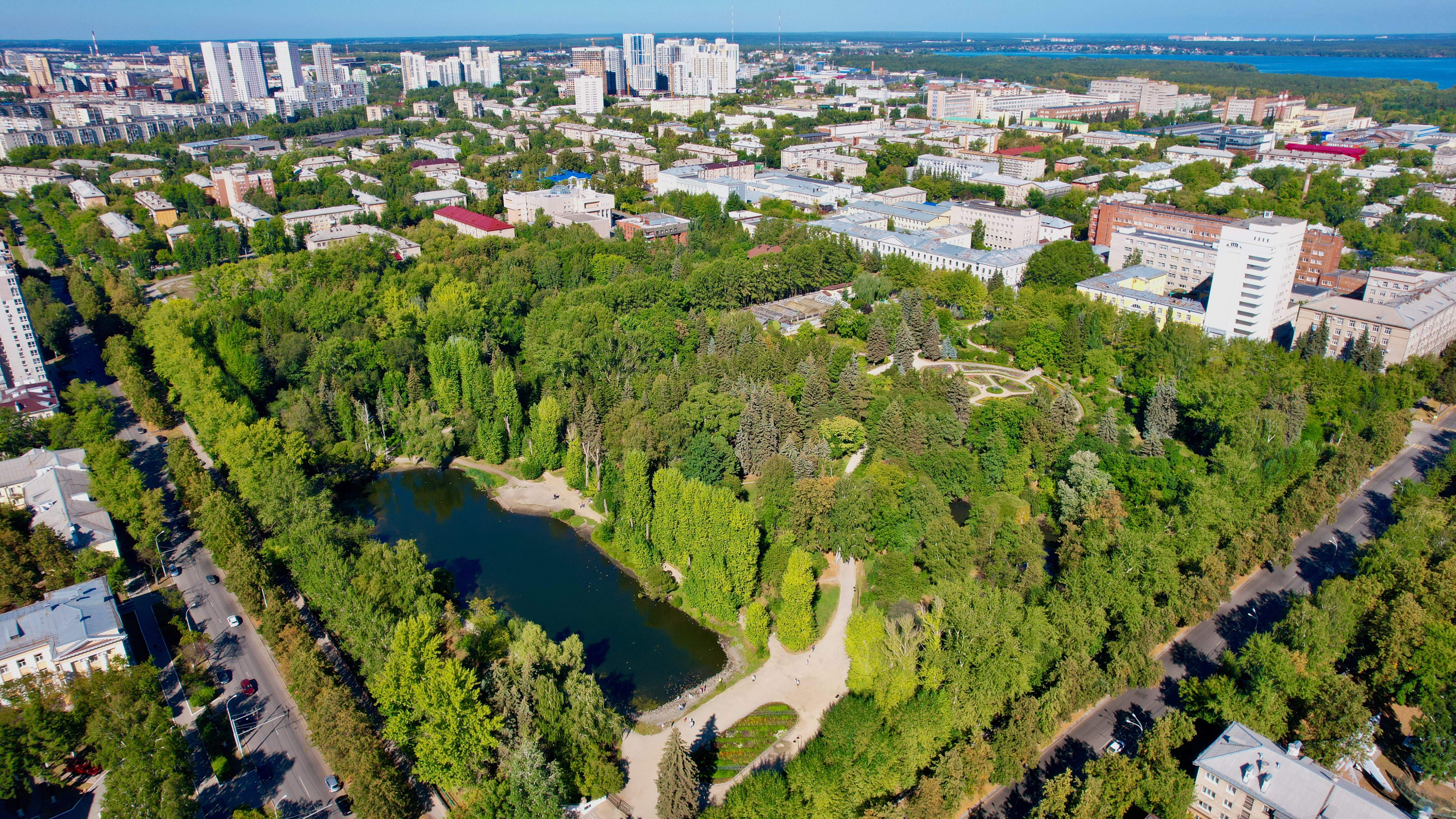
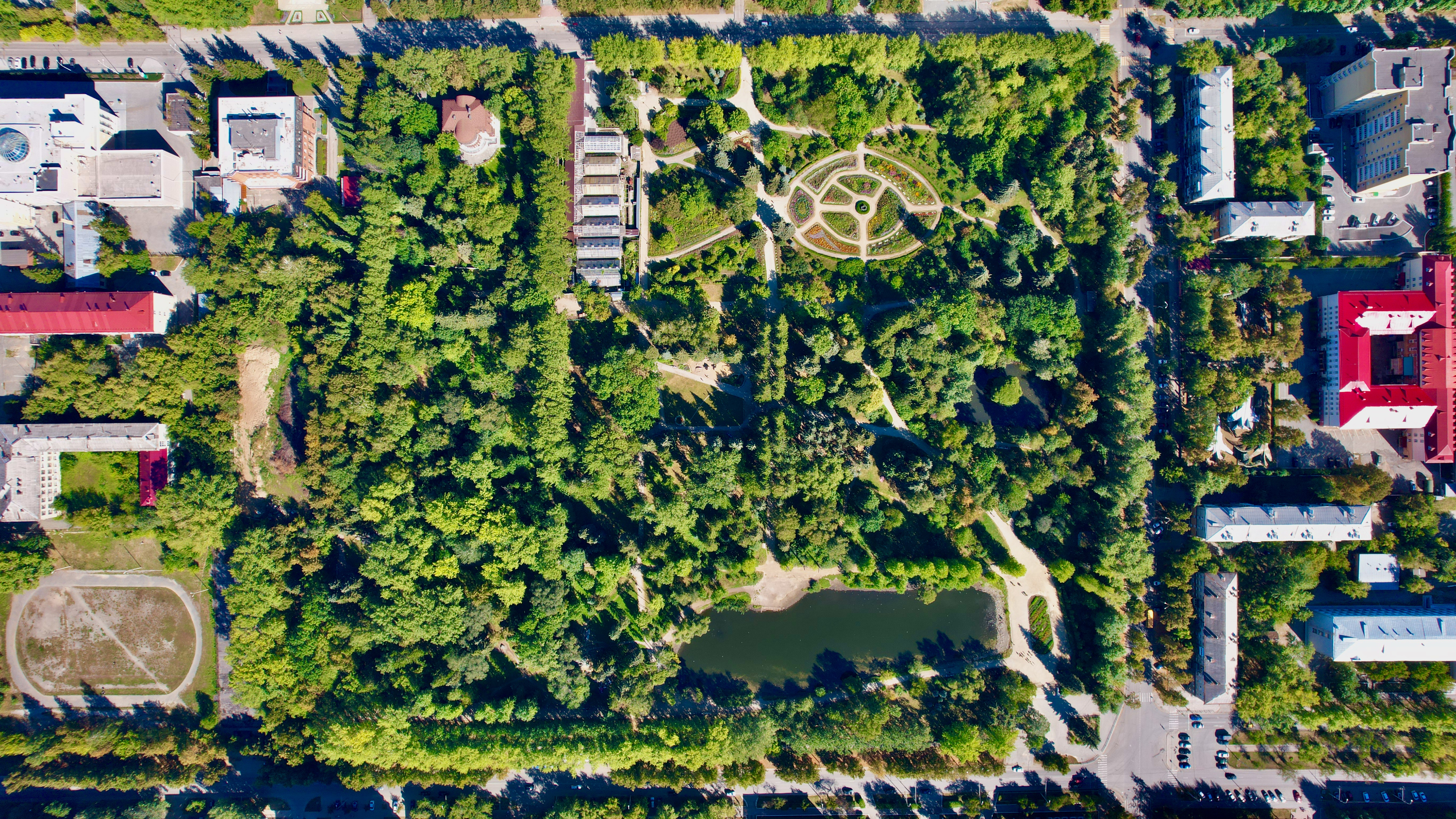
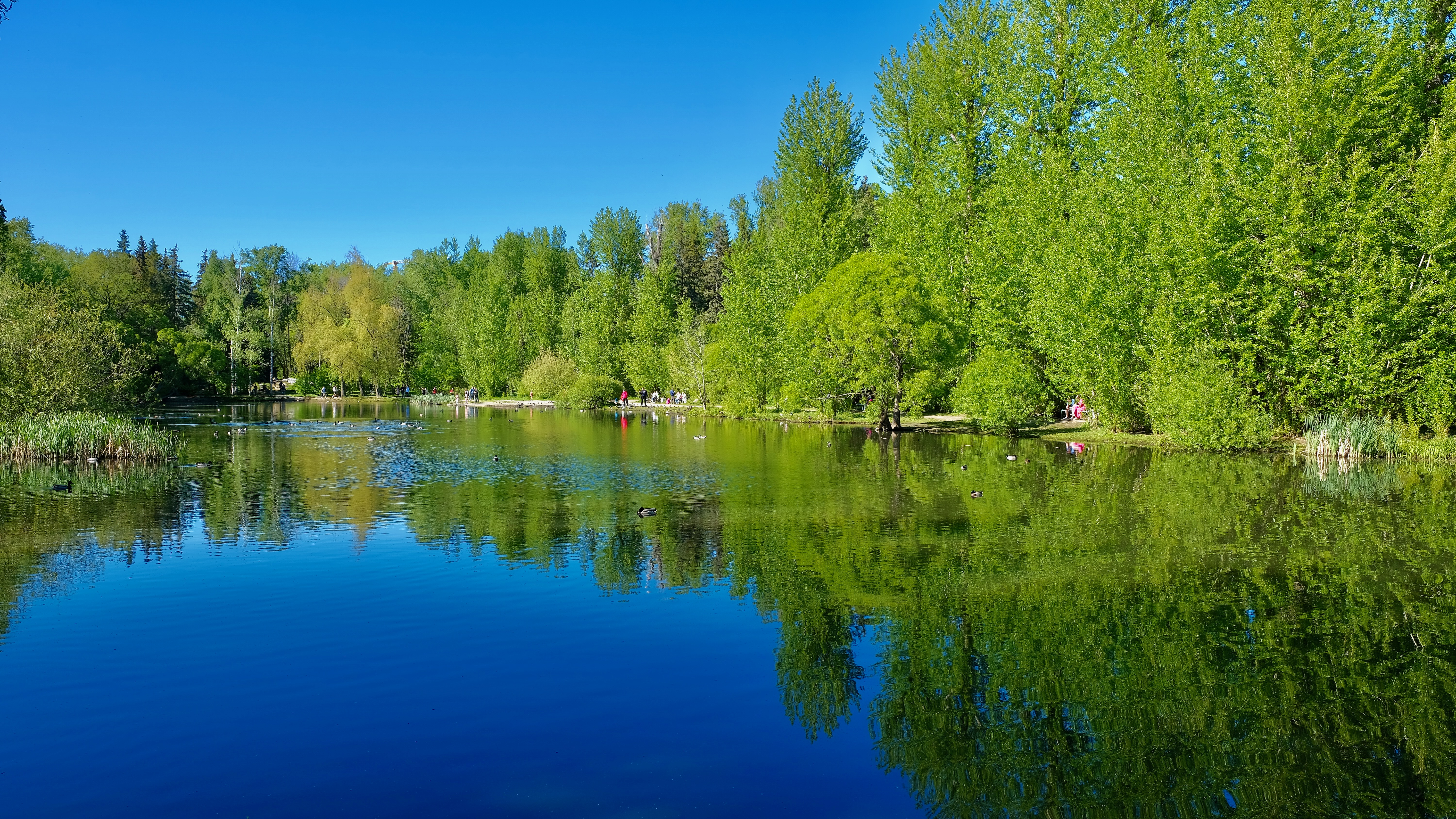
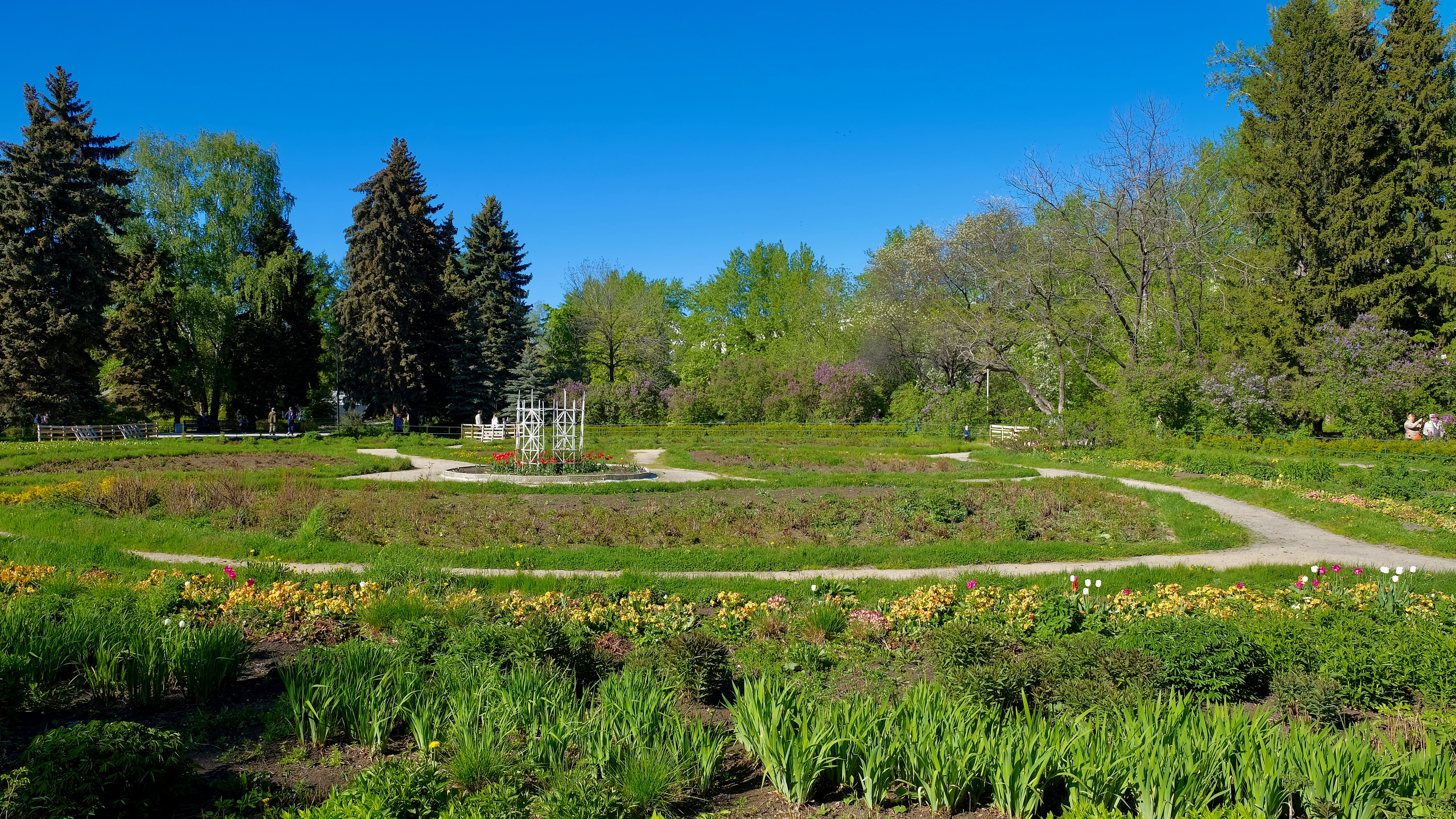
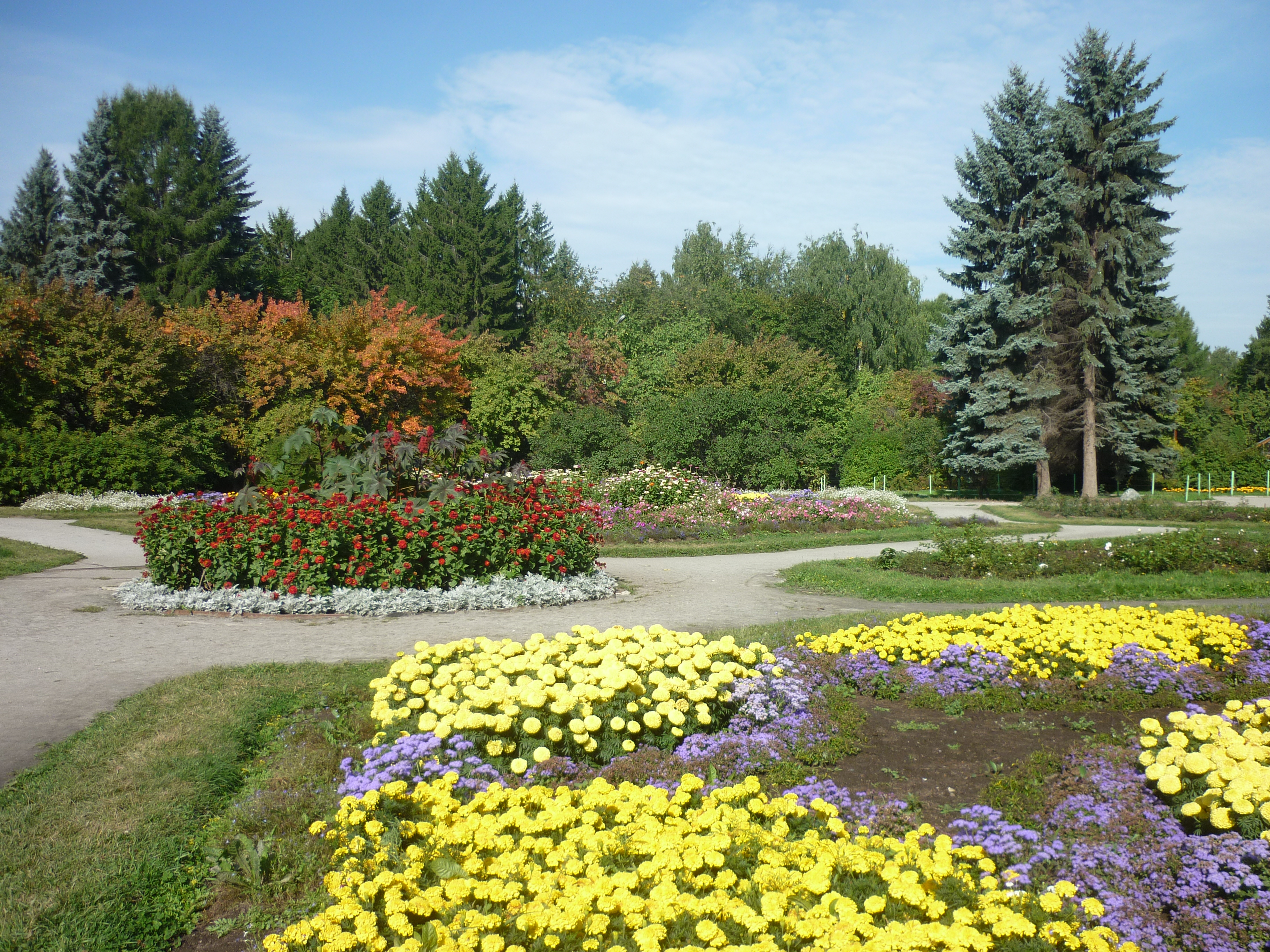
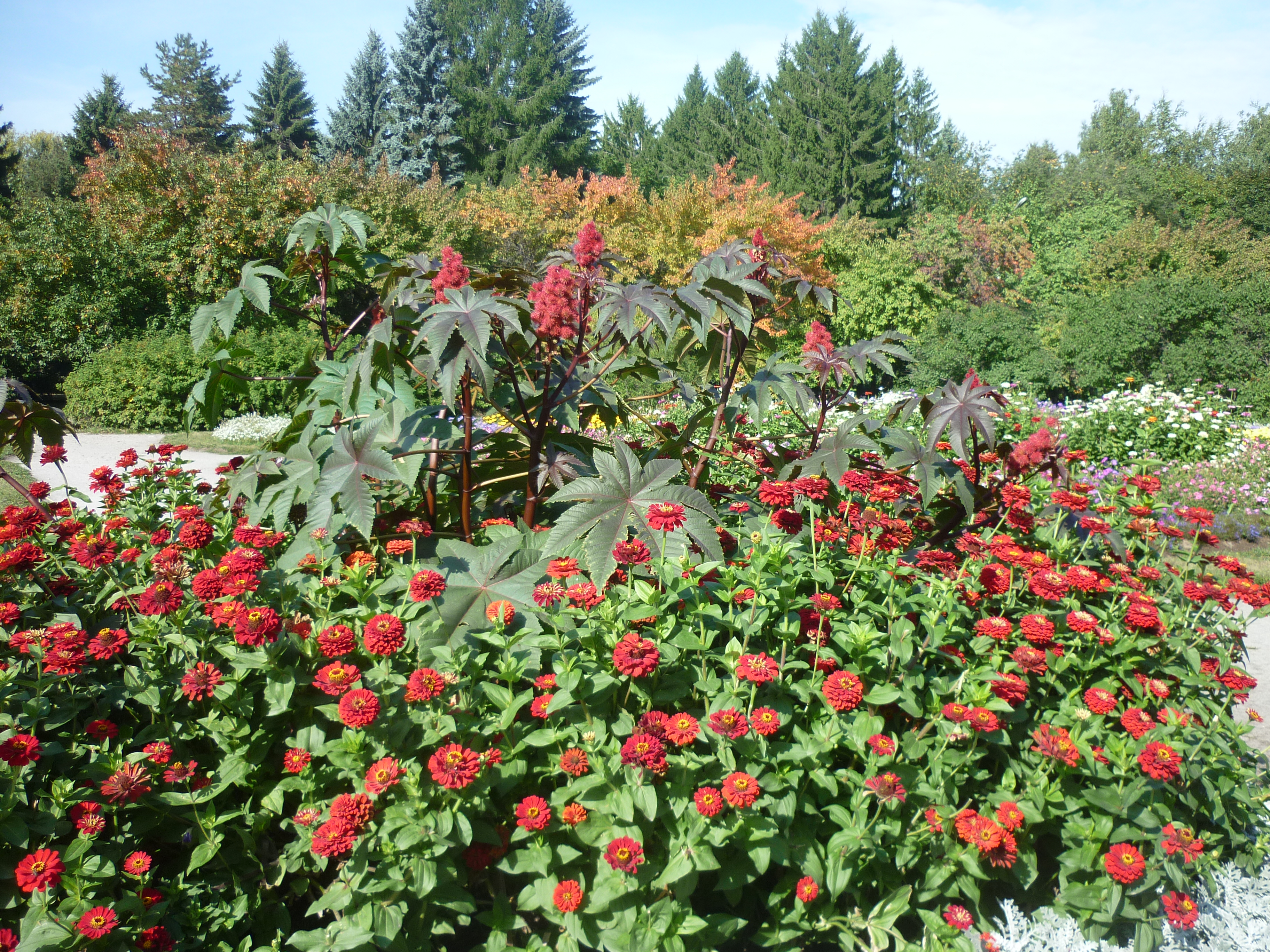

Парк на улице 8 Марта
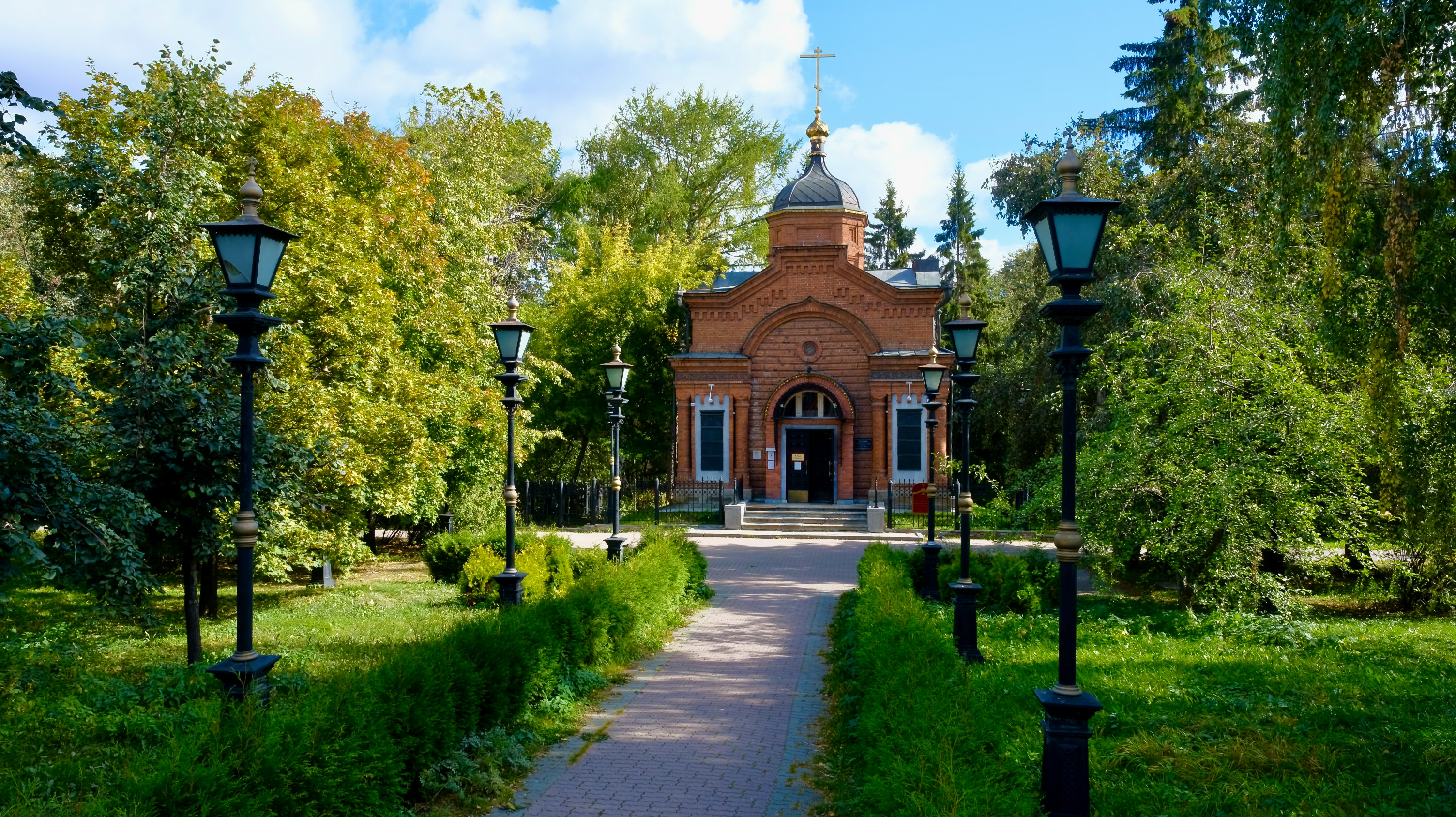
Часовня Александра Невского
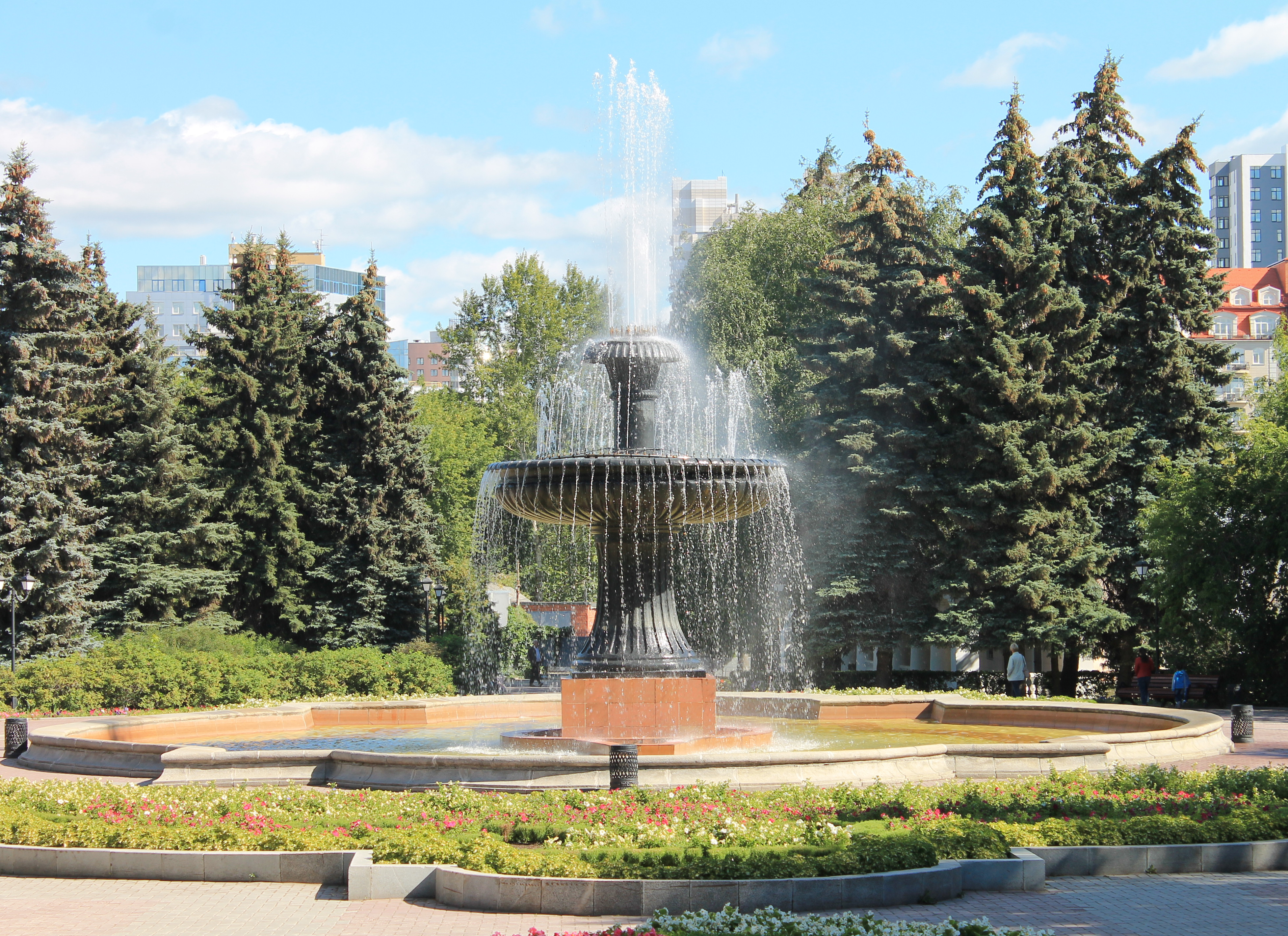
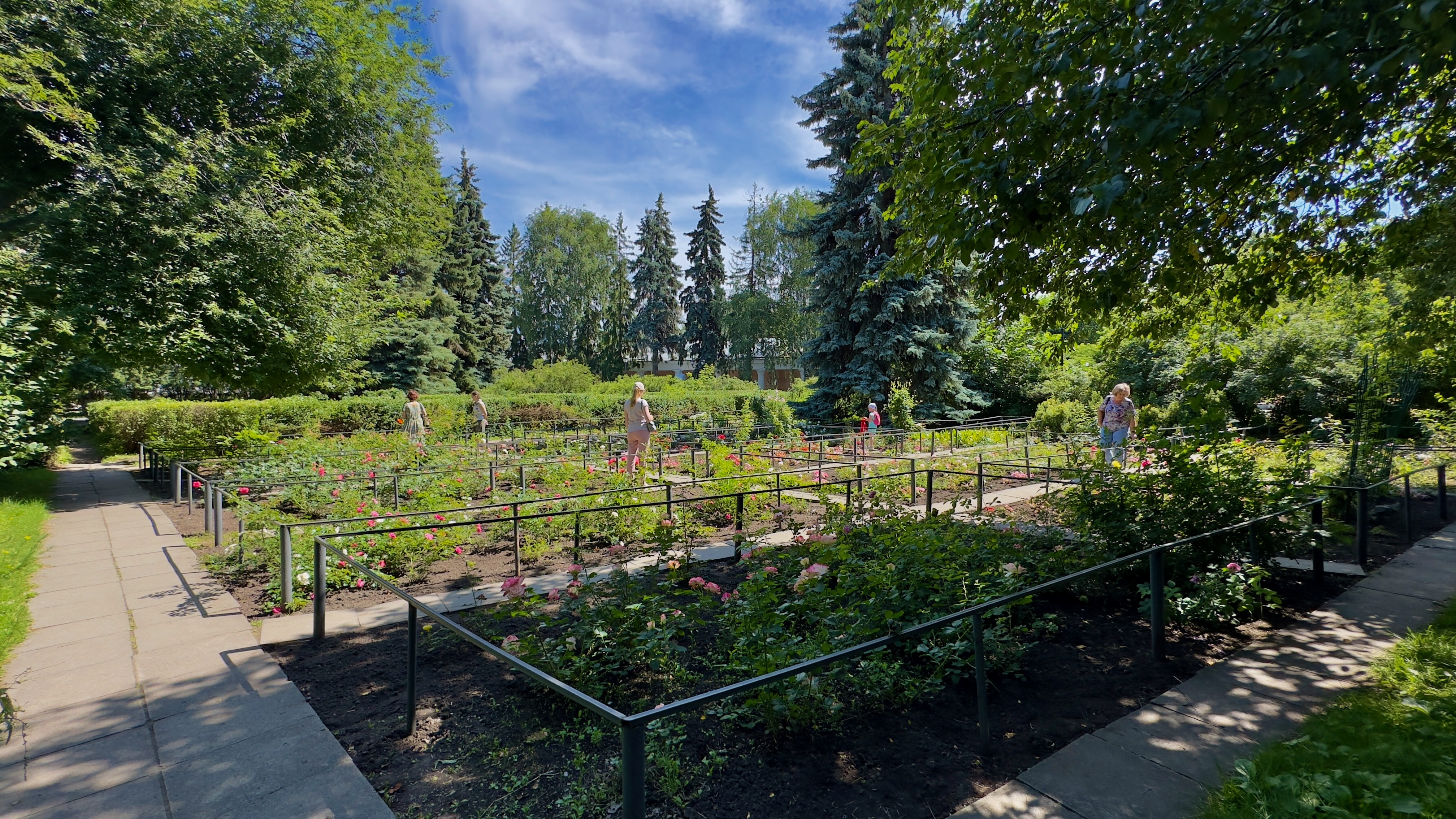
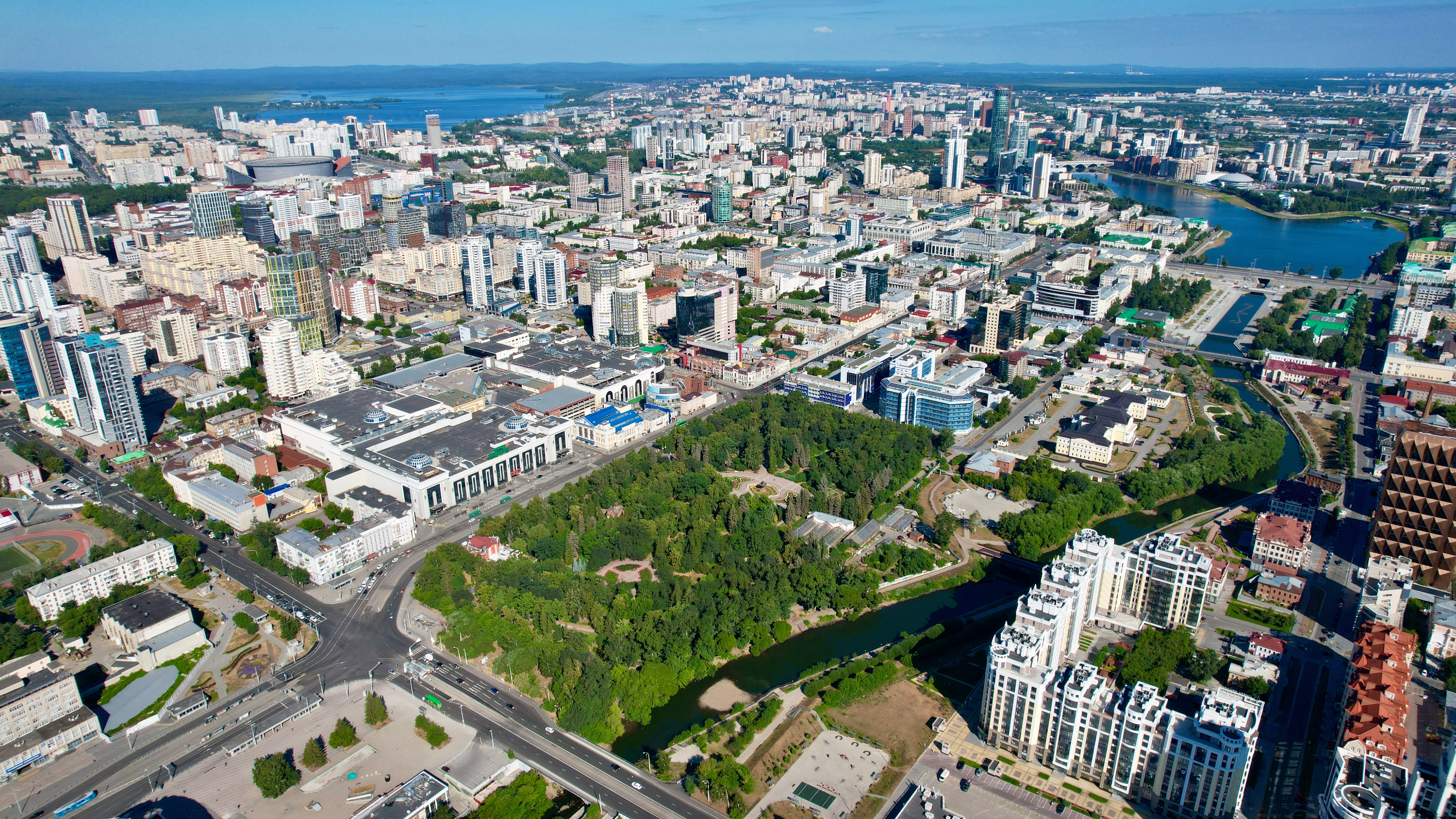
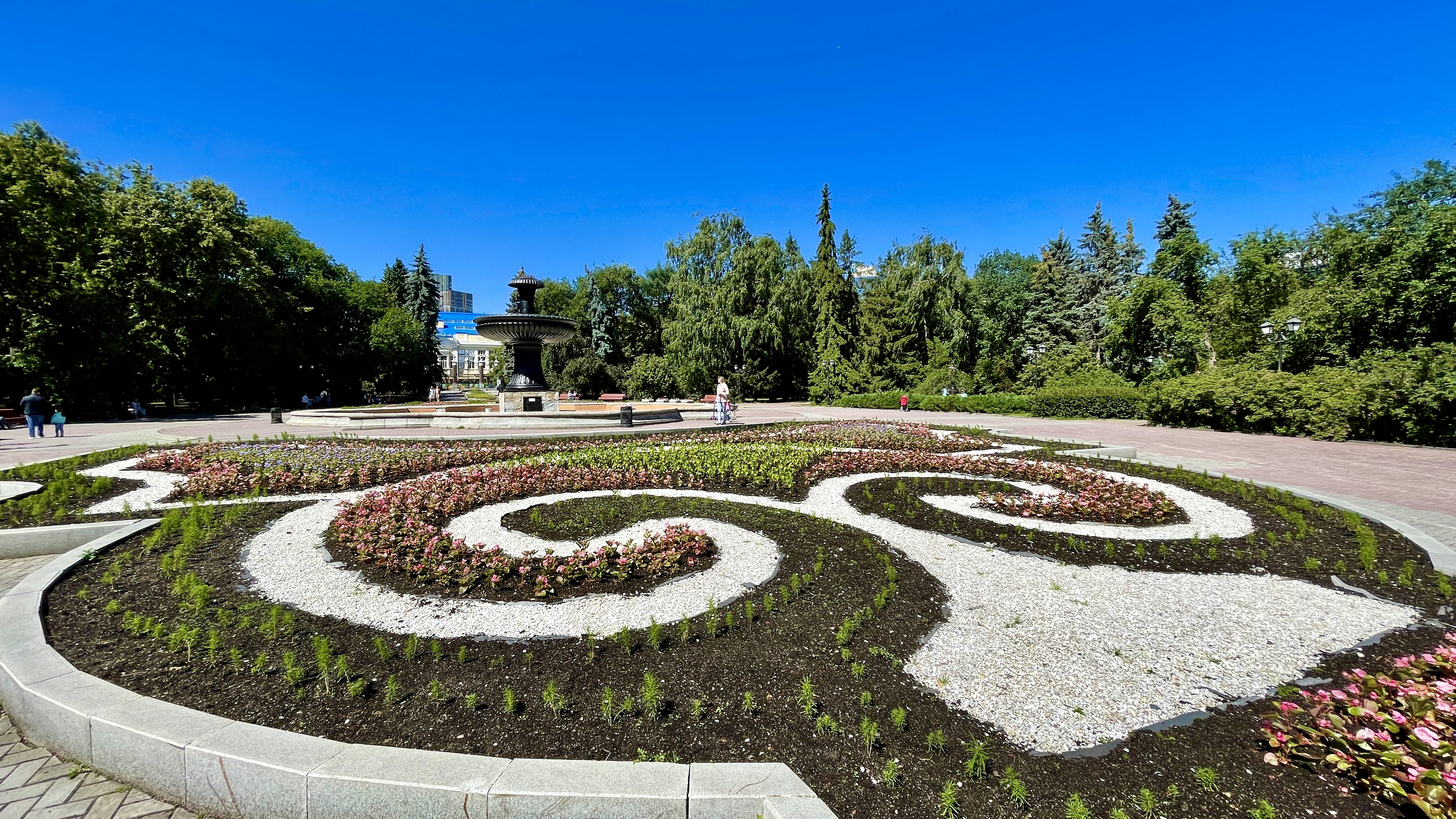
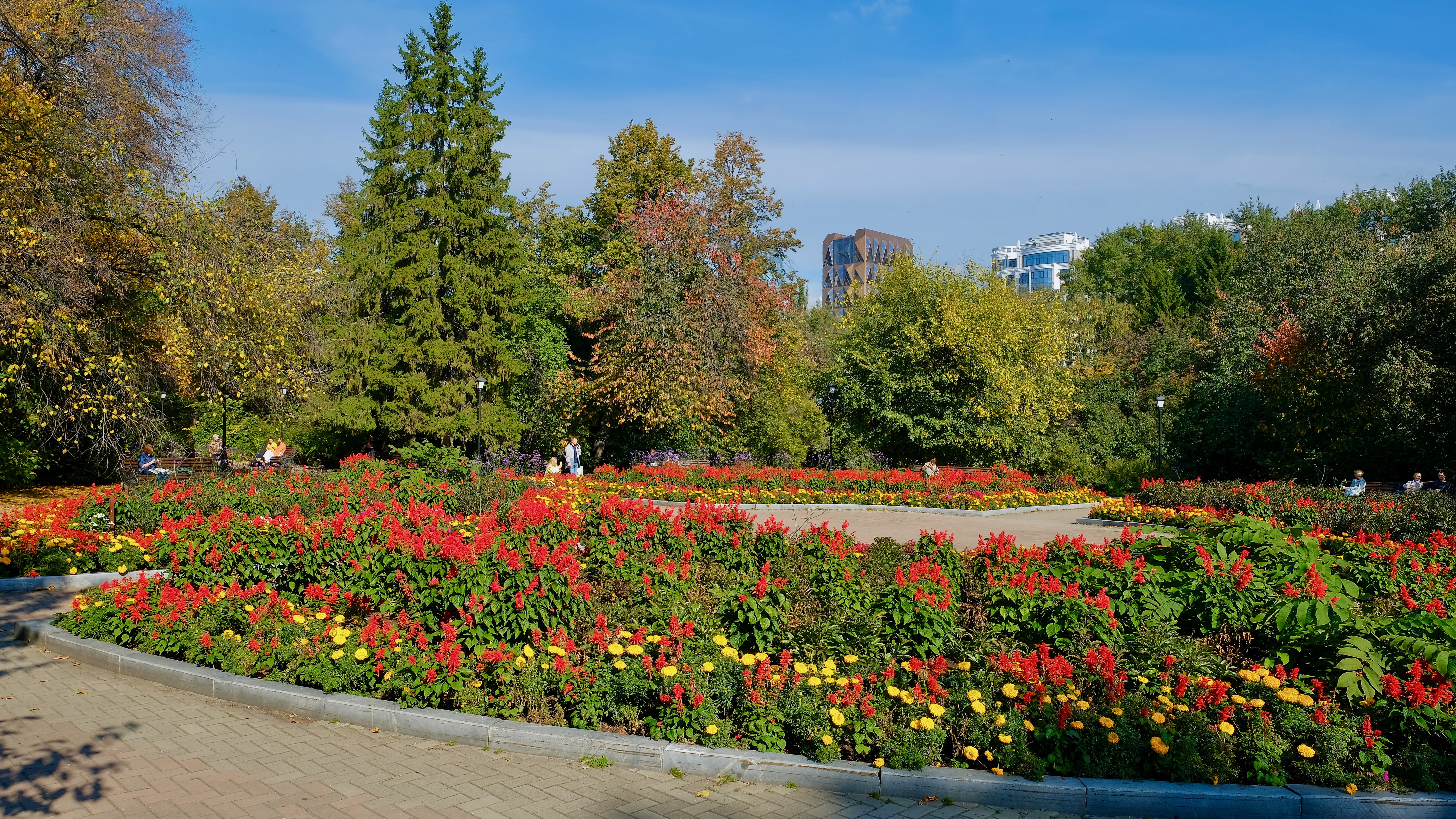
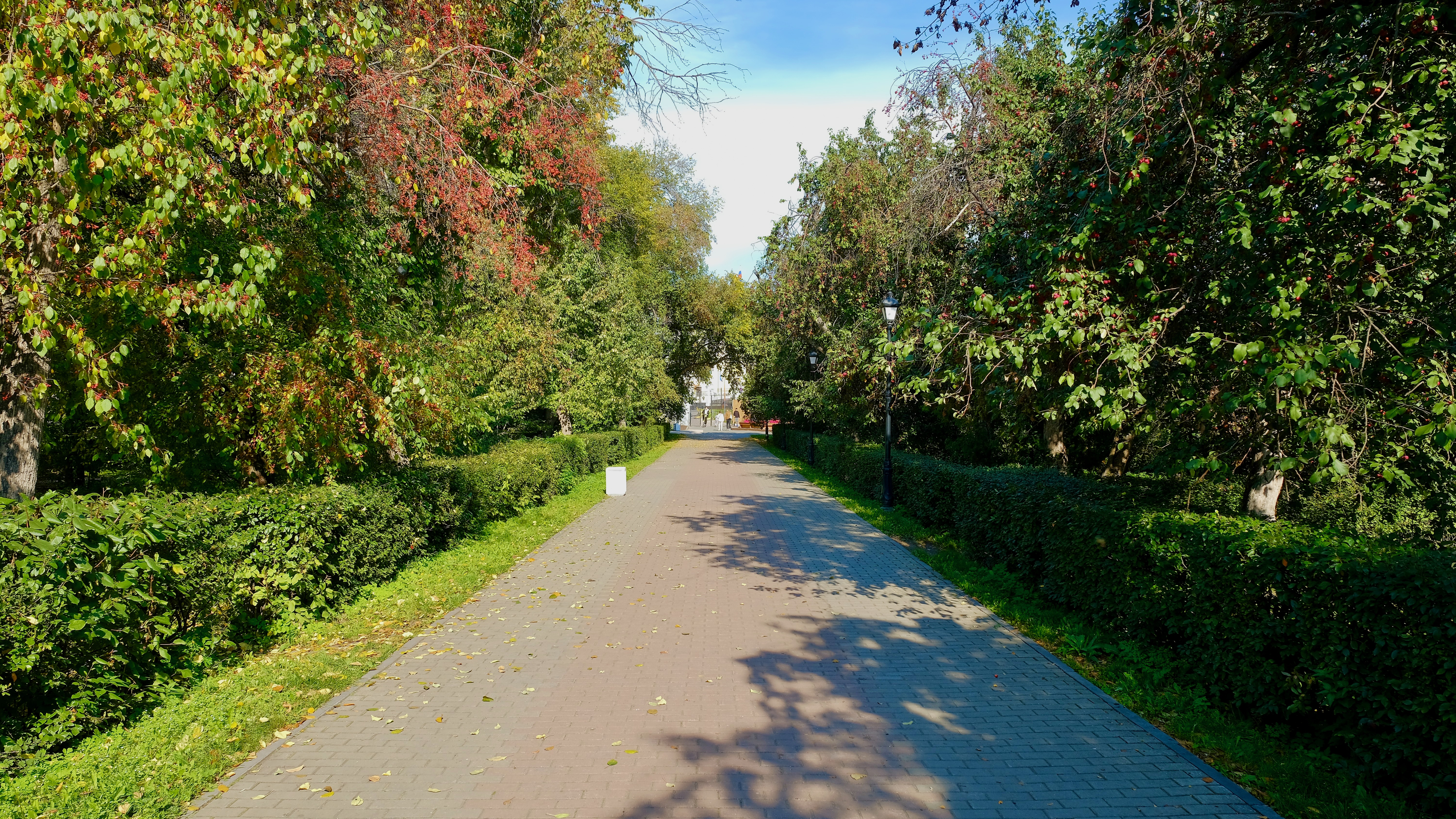